# Brest
Brest (znanstveno ime Ulmus) je rod dreves iz družine brestovk (Ulmaceae). To je drevo, ki zraste od 25  do 30 m višine.

## Vrste
- "gorski bresti": spomladansko cvetenje.
  - Ulmus bergmanniana
  - Ulmus boissieri
  - Ulmus castaneifolia
  - Ulmus changii
  - Ulmus chumlia
  - Ulmus elongata
  - Ulmus gaussenii
  - Ulmus glabra - gorski brest, goli brest
  - Ulmus glaucescens
  - Ulmus laciniata
  - Ulmus lamellosa
  - Ulmus macrocarpa
  - Ulmus mexicana
  - Ulmus microcarpa
  - Ulmus prunifolia
  - Ulmus rubra
  - Ulmus uyematsui
  - Ulmus wallichiana

- "poljski bresti": spomladansko cvetenje.
  - Ulmus canescens - okroglolistni brest
  - Ulmus chenmoui
  - Ulmus davidiana
  - Ulmus harbinensis
  - Ulmus ismaelis
  - Ulmus lanceifolia
  - Ulmus minor - poljski brest
  - Ulmus procera
  - Ulmus pseudopropinqua
  - Ulmus pumila
  - Ulmus szechuanica
  - Ulmus villosa

- "Beli bresti": spomladansko cvetenje.
  - Ulmus alata
  - Ulmus americana
  - Ulmus laevis - dolgopecljati brest
  - Ulmus thomasii

- "Jesensko-cvetoči bresti": jesensko cvetenje.
  - Ulmus crassifolia
  - Ulmus parvifolia - kitajski brest
  - Ulmus serotina

- "Fosilne vrste"

| - - Ulmus braunii - Ulmus brownellii - Ulmus californica - Ulmus carpinoides - Ulmus chaneyi - Ulmus cordifrons - Ulmus depranodonta - Ulmus eolaciniata - Ulmus minima - Ulmus minoensis | - - Ulmus miopumila - Ulmus montanensis - Ulmus moorei - Ulmus newberryi - Ulmus okanagenensis - Ulmus owyheensis - Ulmus pancidentata - Ulmus paucidentata - Ulmus protojaponica - Ulmus pseudolongifolia | - - Ulmus pseudosuberosa - Ulmus pyramidalis - Ulmus pseudopyramidalis - Ulmus rhamnifolia - Ulmus speciosa - Ulmus stuchlikii - Ulmus subparvifolia - Ulmus tenuiservis - Ulmus wardii |